# Flughafen Niuafoʻou

i7
i11
i13
Der Flughafen Niuafoʻou (englisch Lavinia Airport, IATA-Code: NFO, ICAO-Code: NFTO) ist einer von zwei Flughäfen der Inselgruppe Ongo Niua im Königreich Tonga. Er befindet sich auf der Vulkaninsel Niuafoʻou, einen Kilometer nordöstlich des Hauptortes ʻEsia.
Als Start- und Landebahn dient eine in ost-westlicher Richtung verlaufende unbefeuerte Graspiste mit einer Länge von 1060 Metern. Der Flughafen ist montags bis samstags geöffnet und darf ausschließlich bei Tageslicht für zuvor genehmigte Flüge genutzt werden. Südlich der Landebahn befindet sich ein kleines Abfertigungsgebäude. Weitere Einrichtungen sind nicht vorhanden.
Der Flughafen wird durch Real Tonga Airlines mit dem Flughafen Lupepauʻu  auf Vavaʻu und dem Flughafen Fuaʻamotu auf Tongatapu verbunden (Stand Januar 2020).